# Consistorio (presbiterianismo)
Consistorio, para el presbiterianismo, es el cuerpo gobernante de una iglesia local. Este se compone por los ancianos gobernantes electos por la iglesia, siendo usualmente el pastor el que modera el Consistorio. Los Consistorios tienen la función de administrar y dirigir la iglesia local a la que pertenecen, supervisar la adoración, la escuela bíblica, la administración de los sacramentos, evaluar el presupuesto, admitir a nuevos miembros en la iglesia y otros asuntos.

## Consistorio en la IglesiaValdense
La organización de las iglesias valdenses se basa en la Asamblea  de los miembros de la iglesia inscriptos y en el Concejo  de la Iglesia o Consistorio, elegido por la Asamblea. El Consistorio se compone de los pastores, ancianos y diáconos en proporción a la fuerza numérica de la iglesia. Dirige las actividades de la iglesia, ejerce el ministerio pastoral y la disciplina, cumple las funciones administrativas.
Por ello, el consistorio es una organización sin fines de lucro con personalidad jurídica, que tiene fines de culto, la educación y la caridad. Estos tres objetivos, que constituyen la naturaleza eclesial de la institución, en el pasado respondieron a las necesidades de la educación y la atención de la población valdense, que hasta 1848 fue privado de sus derechos civiles y políticos y no podían asistir a las instituciones educativas y de caridad del Estado o católicos.

### Otras fuentes
- Archivi storici dei CONCISTori della Valli valdesi (in ATV). (en italiano)
- Archivi storici delle Chiese valdesi di Pinerolo, Torino, Verona, Messina (in ATV). (en italiano)
- Archivio della Tavola Valdese (in ATV), Serie III, Chiese locali. (en italiano)

- Datos: Q2918062